# Carrandi (Costa Rica)
Carrandi es un distrito del cantón de Matina, en la provincia de Limón, de Costa Rica.

## Historia
Carrandi fue creado el 26 de noviembre de 1971 por medio de Decreto Ejecutivo 2078-G.

## Geografía
Carrandi cuenta con un área de 205,54 km² y una altitud media de 12 m s. n. m.

## Demografía
Para el año 2022, Carrandi cuenta con una población estimada de 12 992 habitantes, y para el último censo efectuado, en 2011, Carrandi contaba con una población de 12 047 habitantes.

## Localidades
- Cabecera: Estrada
- Barrios: San José.
- Poblados: Bananita, Barra de Matina Sur, Boca del Pantano, Boca Río Matina, Boston, Brisas, California, Indio, Larga Distancia, Lomas del Toro, Luisa Este, Maravilla, Milla 14, Nueva York, Palacios, Palestina, Peje, Punta de Riel, Río Cuba, Río Peje, Saborío, San Edmundo, Santa María, Sterling, Strafford, Toro, Trinidad, Venecia, Zent.

## Transporte

### Carreteras
Al distrito lo atraviesan las siguientes rutas nacionales de carretera:
- Ruta nacional 32
- Ruta nacional 803
- Ruta nacional 807